# Gibiteca Antonio Gobbo
A Gibiteca Antonio Gobbo é uma das maiores Gibitecas do Brasil, e da América Latina. A gibiteca está localizada na Biblioteca Pública Infantil e Juvenil de Belo Horizonte, da Fundação Municipal de Cultura de Belo Horizonte, que fica no município de Belo Horizonte, no estado de Minas Gerais, Brasil. 

## História
A Gibiteca Antonio Gobbo foi fundada em 1992, a partir da doação do acervo da Biblioteca Nacional de Histórias em Quadrinhos - BNHQ, coleção particular de Antonio Roque Gobbo. 

## Acervo
O acervo atual 2010 é composto de mais de 18000 exemplares, dos mais variados gêneros, além de material teórico, contando com exemplares de várias nacionalidades, tal como França, EUA, Portugal, Itália e Espanha. 
No acervo pode-se encontrar gibis, periódicos, álbuns de quadrinhos, fanzines, etc. 

## Atividades
A Gibiteca também é um centro de exposições, palestras, atividades, etc. 